# Quốc ca Việt Nam
Quốc ca Việt Nam từ ngày 13 tháng 8 năm 1945 là bài hát "Tiến quân ca" do Văn Cao sáng tác, bắt nguồn từ lúc Việt Minh sử dụng bài hát này cho tới khi trở thành quốc ca Việt Nam Dân chủ Cộng hòa và sau đó sử dụng cho toàn thể Việt Nam sau khi Quốc hội Việt Nam họp và chính thức thống nhất Việt Nam Dân chủ Cộng hòa và Cộng hòa Miền Nam Việt Nam năm 1976. 
Trong quá khứ, Việt Nam chỉ mới bắt đầu có quốc ca từ giữa thế kỷ XX. Trước đó, Việt Nam không có truyền thống chỉ định một bài nhạc làm quốc ca, theo nghĩa được hiểu hiện nay.

## Lịch sử

### Bản quốc ca đầu tiên
Theo Nguyễn Ngọc Huy, đến thời Chiến tranh thế giới thứ hai, hoàng đế Bảo Đại xuống chiếu chọn 1 quốc kỳ và quốc ca. Quốc kỳ là cờ long tinh còn quốc ca là bài Đăng đàn cung.
Đăng đàn cung là 1 bản cổ nhạc Việt Nam, hiện vẫn được sử dụng trong hầu hết các giáo trình dạy cổ nhạc và nhạc cụ cổ truyền. Đây là bài nhạc nằm trong nghi thức lễ tế Nam Giao, được dùng khi vua ngự đến đài tế lễ. Lễ tế Nam Giao, thực hiện 3 năm/lần vào ngày đông chí, là lễ quan trọng nhất trong nghi thức của triều đình, khi nhà vua thay mặt quốc dân làm lễ tế trời.
Bài Đăng đàn cung được dùng cho nước Đại Nam, gồm Trung Kỳ và Bắc Kỳ, chứ không dùng cho Nam Kỳ vì Nam Kỳ là thuộc địa, là 1 lãnh thổ hải ngoại của Pháp.
Năm 1942 ở Hà Nội, nhạc sĩ Lê Hữu Mục (1925-) ghi lại nhạc, đặt lời ca khác gọi đó là Quốc ca Việt Nam, lấy tên Tiếng Gọi Non Sông (còn được gọi là Hồn Việt Nam): 
Bên núi sông hùng vĩ trời Nam.
Đã bao đời vết anh hùng chưa hề tan.
Vì đâu máu ai ghi ngàn thu.
Còn tỏ tường bên núi sông.
Xác thân tan tành.
Vì nước quên mình.

### Đế quốc Việt Nam
Năm 1945, Nhật đảo chính Pháp, chính quyền Nhật tuyên bố "trao trả độc lập" cho Việt Nam. Nội các Trần Trọng Kim (tháng 4/1945) thành lập Chính phủ Đế quốc Việt Nam, tuyên bố độc lập trên danh nghĩa là thành viên của Khối Thịnh vượng chung Đại Đông Á, quyết định đặt quốc thiều là bài Đăng đàn cung; đổi quốc kỳ là cờ quẻ Ly có "nền vàng hình chữ nhật, giữa có hình quẻ Ly màu đỏ thẫm".
Đồng thời, tại Nam Kỳ, sau khi Nhật đảo chính Pháp thì tại đây dấy lên Thanh niên Tiền phong, quy tụ thanh niên yêu nước muốn giành độc lập thật sự. Nhiều người từng là sinh viên tại Viện đại học Hà Nội, là đại học duy nhất cho toàn cõi Đông Dương khi đó. Tại đây, họ đã quen với bài Sinh viên hành khúc hay Tiếng gọi sinh viên, bài nhạc tranh đấu của Tổng hội sinh viên. Bài nhạc có lời (cả tiếng Pháp tên Marche des étudiants và tiếng Việt) do 1 nhóm sinh viên soạn, gồm Đặng Ngọc Tốt, Mai Văn Bộ, Huỳnh Văn Tiểng, Phan Thanh Hòa, Hoàng Xuân Nhị, và nhạc do Lưu Hữu Phước soạn. Do đó, phong trào Thanh niên Tiền phong lấy bài Tiếng gọi sinh viên, đổi chữ "sinh viên" thành "thanh niên," và dùng làm đoàn ca. Đoàn kỳ là cờ vàng sao đỏ. Đoàn Thanh niên Tiền phong sau đó gia nhập Việt Minh để chống Pháp dưới sự lãnh đạo của Đảng Cộng sản Đông Dương.

### Giai đoạn1945-1954
Sau Cách mạng Tháng Tám, khi thành lập nước Việt Nam Dân chủ Cộng hòa thì bài Tiến quân ca được chọn làm quốc ca Việt Nam Dân chủ Cộng hòa. Điều này được ghi vào hiến pháp ngày 9/11/1946. Bài hát này tiếp tục là quốc ca của Việt Nam cho tới ngày nay.
Trong khi đó, năm 1946, tại Nam Kỳ, Pháp thành lập Cộng hòa Tự trị Nam Kỳ vào ngày 23/6 do Nguyễn Văn Thinh lãnh đạo. Chính phủ này dùng quốc ca là 1 bài hát của giáo sư Võ Văn Lúa, lời dựa trên đoạn đầu Chinh phụ ngâm khúc. Chính phủ này chỉ tồn tại 2 năm.
Năm 1948, với sự ra đời của chính phủ Quốc gia Việt Nam do Bảo Đại làm quốc trưởng và tướng Nguyễn Văn Xuân làm thủ tướng. Chính phủ này sau đó đã tự ý sử dụng bài Tiếng gọi thanh niên của nhạc sĩ Lưu Hữu Phước, đồng thời thay chữ "thanh niên" bằng chữ "công dân", thành bài Tiếng gọi công dân làm quốc ca. Nhạc sĩ Lưu Hữu Phước lúc còn sống đã phản đối việc nhạc phẩm của ông bị sử dụng trái phép để làm “quốc ca” cho các chế độ ở Sài Gòn trước 1975.

### Giai đoạn1954-1976
Năm 1954, hiệp định Genève chia đất nước ra 2 vùng tập kết quân sự. Tại miền Bắc, chính phủ Việt Nam Dân chủ Cộng hòa tiếp tục dùng bài Tiến quân ca làm quốc ca. Tại miền Nam, chính phủ Quốc gia Việt Nam do Bảo Đại làm quốc trưởng tiếp tục sử dụng bài Tiếng gọi công dân. Nhạc sĩ Lưu Hữu Phước đã có đơn thư kịch liệt phản đối việc tác phẩm bị sử dụng trái phép, và sau này trong thời gian tập kết ngày Bắc đêm Nam, từ thủ đô Hà Nội, tiếng nói của nhạc sĩ trên làn sóng điện Đài Tiếng nói Việt Nam liên tục những lời nặng tiếng nhẹ bác bỏ kể cả giễu cợt chính phủ Việt Nam Cộng hoà nhưng bài "Tiếng gọi thanh niên" của ông vẫn cứ bị đối phương sử dụng vào một mục đích khác.
Năm 1956, sau khi phế truất Bảo Đại và Ngô Đình Diệm lên nắm quyền, hiến pháp 1956 đã đổi tên chính phủ Quốc gia Việt Nam thành Việt Nam Cộng Hòa, bài Tiếng gọi công dân vẫn giữ làm quốc ca. 
Năm 1960, Mặt trận Dân tộc Giải phóng miền Nam Việt Nam được thành lập. Năm 1969, mặt trận thành lập Chính phủ Cách mạng lâm thời Cộng hòa miền Nam Việt Nam để đối chọi với Hoa Kỳ và chính phủ Việt Nam Cộng Hòa. Chính phủ này sử dụng quốc ca là bài Giải phóng miền Nam, cũng của Lưu Hữu Phước viết dưới bút hiệu Huỳnh Minh Siêng, khi đó là Chủ tịch Hội Văn nghệ Giải phóng. 
Sau ngày 30 tháng 4 năm 1975, chính phủ Việt Nam Cộng Hòa sụp đổ, bài Giải phóng miền Nam trở thành quốc ca cho cả miền Nam trong lãnh thổ của Cộng hòa miền Nam Việt Nam. Cho tới khi 2 miền thống nhất vào ngày 2 tháng 7 năm 1976 thành nước Cộng hòa Xã hội Chủ nghĩa Việt Nam thì quốc ca trên cả nước là Tiến quân ca.

## Một số dự định thay đổi quốc ca không thành công

### Việt Nam Cộng hòa
Năm 1956, khi Quốc hội Việt Nam Cộng hòa soạn thảo hiến pháp, họ đã có ý chọn quốc ca mới. Bài Việt Nam minh châu trời Đông của Hùng Lân và bài Việt Nam, Việt Nam của Phạm Duy được chú ý nhiều nhất. Nhưng sau đó quốc hội tuyên bố không chọn được bài nào và giữ nguyên bài Tiếng gọi công dân. Việt Nam Quốc dân Đảng chọn Việt Nam minh châu trời Đông làm đảng ca.

### Cộng hoà Xã hội chủ nghĩa Việt Nam
Ngày 28 tháng 4 năm 1981, các tờ báo lớn ở Việt Nam đồng loạt đăng thông báo về việc tổ chức cuộc thi sáng tác quốc ca mới. Thời hạn gửi bài dự thi là từ 19 tháng 5 - 19 tháng 12 năm 1981. Kết thúc vòng I của cuộc thi, Hội đồng giám khảo cuộc thi sáng tác Quốc ca mới đã chọn được 74 bài để tham dự vòng II. Tại vòng II, hội đồng giám khảo chọn được 17 bài để tham dự vòng III là:
1. Việt Nam - Việt Nam (nhạc của Văn An, lời của Tạ Hữu Yên và Văn An).
2. Việt Nam nắng hồng (nhạc của Hồ Bắc, lời thơ của Xuân Thủy).
3. Quốc ca Việt Nam  (của Trọng Bằng).[7]
4. Tổ quốc ta (nhạc của Lưu Cầu, lời của Diệp Minh Tuyền).
5. Vinh quang Việt Nam (của Huy Du).
6. Mở hướng tương lai (của Vân Đông).
7. Việt Nam thời đại Hồ Chí Minh (của Ngô Sĩ Hiển).
8. Việt Nam bốn ngàn năm lịch sử (của Nguyễn Thị Lan và Trần Ngọc Huy).
9. Việt Nam non nước ngàn năm (của Chu Minh).
10. Việt Nam Tổ quốc ta (của Đỗ Nhuận).
11. Tổ quốc (của Nguyên Nhung).
12. Vì Tổ quốc xã hội chủ nghĩa (nhạc của Lưu Hữu Phước, lời của Lưu Hữu Phước và Huỳnh Văn Tiểng).
13. Việt Nam quang vinh (nhạc của Phạm Đình Sáu, ý thơ của Xuân Thủy).
14. Ngợi ca đất nước (của Nguyễn Trọng Tạo).
15. Việt Nam nắng hồng (nhạc của Ngô Quốc Tính, lời thơ của Xuân Thủy).
16. Tổ quốc vinh quang (của Nguyễn Đức Toàn).
17. Quốc ca Cộng hòa xã hội chủ nghĩa Việt Nam (của Hoàng Vân).

Sau đó, cũng trong năm 1982, Ban vận động sáng tác Quốc ca mới và Hội đồng giám khảo sáng tác Quốc ca mới đề nghị Quốc hội Việt Nam cho phép kéo dài thời gian nhận bài dự thi thêm 6 tháng (từ 1 tháng 11-30 tháng 6 năm 1983). Từ những bài dự thi mới và những bài cũ đã được chỉnh sửa lại Hội đồng giám khảo sẽ chọn ra 5 bài khá nhất trình lên Hội đồng Nhà nước sơ thẩm. Nếu được Hội đồng Nhà nước đồng ý, 5 bài này sẽ được trình lên Quốc hội để chọn lấy 1 bài làm quốc ca mới. Tác phẩm được chọn làm quốc ca là "Tổ Quốc" của Nguyên Nhung, tuy nhiên sau đó thì kế hoạch đổi quốc ca bị loại bỏ, từ đó cho đến nay không có thông tin thêm nào khác được đưa ra từ phía Quốc hội, Chính phủ và Đảng Cộng sản Việt Nam.
Sáng ngày 4 tháng 6 năm 2013, tại phiên thảo luận của Quốc hội Việt Nam về "Dự thảo sửa đổi Hiến pháp năm 1992", khi góp ý về điều 13 chương I của "Dự thảo sửa đổi Hiến pháp năm 1992", Huỳnh Thành, đại biểu Quốc hội tỉnh Gia Lai, đã đề nghị sửa lại lời của quốc ca, tức bài Tiến quân ca, còn phần nhạc thì giữ nguyên. Nhạc sĩ Đoàn Bổng phản đối đề xuất này: "Những lời ca hào hùng đó luôn luôn nhắc nhở chúng ta về những hi sinh xương máu của cha ông và thôi thúc dân tộc ta phải cảnh giác với giặc ngoại xâm, đấy là bài học cảnh giác cách mạng. Thế thì tại sao chúng ta lại muốn thay đổi? Liệu nay mai, ta xây dựng đất nước ta lại tiếp tục đi thay đổi hay sao? Quốc ca mãi mãi là linh hồn của dân tộc và theo tôi lời Quốc ca nên để nguyên. Tại sao Bác Hồ lại chọn bài đó làm Quốc ca? Chúng ta học tập và làm theo tấm gương của Bác và bây giờ lại đi ngược lại với mong muốn của Bác hay sao? Bây giờ chúng ta có độc lập tự do, ta lại đi thay lời Quốc ca, tức là bác bỏ tất cả những giá trị của dân tộc ngày xưa mà chúng ta nhân danh bỏ cái cũ để theo cái mới. Liệu có một ngày nào đó người ta sẽ bỏ hết các bài hát cách mạng hay không? Cái gì đã là truyền thống thì ta phải cố gắng mà giữ”.
Đề xuất thay đổi lời quốc ca đã không được chấp nhận, "Dự thảo sửa đổi Hiến pháp năm 1992" do Quốc hội Việt Nam thông qua sáng ngày 28 tháng 11 năm 2013 vẫn xác định quốc ca của Việt Nam là nhạc và lời bài Tiến quân ca của Văn Cao.